# MAPK3
MAPK3 («митоген-активируемая белковая киназа 3»; англ. mitogen-activated protein kinase 3; p44MAPK; ERK1) — цитозольная серин/треониновая протеинкиназа, семейства MAPK группы ERK, продукт гена MAPK3.

## Структура
MAPK3 состоит из 379 аминокислот, молекулярная масса 43,1 кДа. Описано 3 изоформы белка, образующиеся в результате альтернативного сплайсинга.

## Функция
MAPK3, или ERK1, — фермент семейства MAPK из группы киназ, регулируемых внеклеточными сигналами (ERK). Киназа отвечает на разнообразные внешние сигналы и вовлечёна во множество клеточных процессов, таких как пролиферация, клеточная дифференцировка, регуляция клеточного цикла. Активация киназы требует её фосфорилирования другими киназами, расположенными выше в сигнальном каскаде. После активации MAPK3 транслоцируется в клеточное ядро, где фосфорилирует ядерные мишени. Обнаружено несколько изоформы MAPK3, образующиеся в результате альтернативного сплайсинга.

## Клиническое значение
Предполагается, что ген MAPK3 вместе с геном IRAK1 выключается под действием нескольких микроРНК, которые активируются, когда вирус гриппа Alphainfluenzavirus инфицирует лёгкие.

## Сигнальные пути
Фармакологическое ингибирование ERK1/2 восстанавливает активность GSK3β и синтез белка в моделе туберозного склероза.

## Взаимодействия
MAPK3 взаимодействует со следующими белками:
- DUSP3,[10]
- DUSP6[11]
- GTF2I,[12]
- HDAC4,[13]
- MAP2K1,[14][15][16][17][18]
- MAP2K2,[14][15][18]
- PTPN7,[19][20][21]
- RPS6KA2[22][23],
- SPIB[24].